# Сън (Корнелиу Баба)
„Сън“ (на румънски: Somnul) е картина от румънския живописец Корнелиу Баба от 1959 г.
Картината е нарисувана с маслени бои върху платно и е с размери 100 x 120 cm. Представя случайна сцена на двама селяни да спят след работа на полето. За изобразяването им влага жест на ритуална тържественост.
Част е от колекцията на Музея на изкуствата в Тимишоара, Румъния.